# 궁극적 일관성
궁극적 일관성(eventual consistency), 최종 일관성은 분산 컴퓨팅에 쓰이는 일관성 모델의 하나로, 데이터 항목에 새로운 업데이트가 없으면 궁극적으로 해당 항목에 대한 모든 접근들은 마지막으로 업데이트된 값을 반환하는 것을 비공식적으로 보장하는 고가용성을 달성한다. 궁극적 일관성은 낙관적 복제(optimistic replication)라고도 하며 분산 시스템이 널리 채용되어 쓰이고 있으며 초기 모바일 컴퓨팅 프로젝트에서 기원한다.
궁극적 일관성 서비스들은 BASE(Basically Available, Soft state, Eventual consistency) 시맨틱을 제공하는 것으로 분류되며 이는 전통적인 ACID의 보장과는 대조되는 것이다. 궁극적 일관성은 분산 응용 소프트웨어의 복잡도가 증가함에 따라 비평을 받는다. 부분적인 이유로는 궁극적 일관성은 순수하게 라이브니스 보장(읽기는 궁극적으로 같은 값을 반환)이면서도 안전 보장을 하지 않기 때문이다: 궁극적 일관성을 사용하는 시스템은 수렴 이전에 어떠한 값도 반환할 수 있다.

## 같이 보기
- ACID
- CAP 정리